# Сентенция (фильм)
«Сентенция» — российский драматический фильм с элементами фантасмагории, рассказывающий о последнем периоде жизни писателя Варлама Шаламова. Режиссёр — Дмитрий Рудаков. Фильм удостоен награды ФИПРЕССИ.

## Название
Фильм назван по одноимённому рассказу Варлама Шаламова, однако не является его экранизацией. В фильме звучит цитата, которая отчасти проясняет смысл, как оригинального рассказа, так и творческого замысла команды фильма. Цитата из рассказа даётся в следующей редакции: 
Язык мой, приисковый грубый язык, был беден […]. Подъём, развод по работам, обед, конец работы, отбой, […] холодно, дождь, суп холодный, суп горячий, хлеб, пайка, оставь покурить — […] Половина из этих слов была ругательствами. […] Но я не искал других слов. Я был счастлив, что не должен искать какие-то другие слова. Я был испуган, ошеломлён, когда в моём мозгу, вот тут […] родилось слово, вовсе непригодное для тайги, слово, которого и сам я не понял [….] Я прокричал это слово, встав на нары, обращаясь к небу […]: 

— Сентенция! Сентенция!

## Сюжет
Повествование в фильме нелинейное и подаётся завершёнными эпизодами, без явных переходов между ними. Поэтому, несмотря на то, что общая логика зрителем угадывается, нельзя утверждать точно о хронологическом ходе событий.
Фильм начинается с макро плана крутящейся бобины с магнитной лентой. С неё звучит голос, зачитывающий отрывок из рассказа «Сентенция». Камера постепенно наплывает. После открывающей сцены, зритель наблюдает за двумя стариками, Григорием (Иван Краско) и Владимиром (Валерий Жуков). Они находятся в неназванном учреждении, о котором зритель может догадываться, что это Дом престарелых. Старики ведут разговор о бытовых мелочах и играют в карты. Причём сюрреалистичность ситуации придаёт тот элемент, что часть «диалога» выстроена таким образом, что вслух говорит только один участник. Однако его реплики построены таким образом, будто второй участник также внятно и вслух произнёс свои реплики. Они ожидают прибытие кого-то неназванного. Через некоторое время к ним присоединяется гость, молодой мужчина Всеволод (Сергей Марин). Он не представляется, не объясняет цель своего визита, однако его появление воспринимается, как должное. Вместе с ним в комнату входит третий старик, раздатчик еды. Из последних сил он обслуживает собравшихся. Одно из блюд, которым Всеволод насильно потчует самого старика, странное мутное варево. Один из стариков узнаёт его и объясняет, что этот «витаминный отвар» из стланика, который заставляли употреблять заключённых в лагере для профилактики цинги. Данный эпизод отсылка к рассказу Шаламова «Витаминная командировка».
В следующем эпизоде двое мужчин: юный Андрей (Павел Табаков) и его старший товарищ Анатолий (Фёдор Лавров) посещают квартиру, в которой, возможно, спрятаны рукописи Варлама Шаламова. Они объясняют хозяйке, молодой девушке Настасье (Алёна Константинова), что Шаламов великий писатель, находится при смерти. А они собирают его архив, чтобы сохранить его для истории и опубликовать. Настасья сперва относится к гостям с недоверием, но вскоре они действительно находят документы Шаламова. Среди них они находят фотографии, на которых запечатлёна молодая Настасья (Нюша), на прогулке с матерью и Варламом Тихоновичем.
В следующем эпизоде Андрей и Анатолий навещают Варлама Шаламова в Доме престарелых. Тот находится в очень плохом состоянии. Они помогают ему принять душ. После Шаламов почти лишённый сил, еле слышно, диктует стихотворные строки, которые записывает Анатолий. Это предпоследнее четверостишие из «В гулкую тишину…»
Горсть драгоценных рифм

К твоему приходу готова,

Ртом пересохшим моим

Перешёптано каждое слово.
Следующий эпизод. Летний вечер. Дача. Собравшиеся люди слушают выступление пианистки, которая с лёгким иностранным акцентом поёт песню со словами «Но разве мёртвым холодна постель…». Данный эпизод снова намеренный анахронизм и игра с нарушенной хронологией повествования. Стихотворение «Но разве мёртвым холодна постель…» впервые было опубликовано уже после смерти Шаламова в журнале «Вестник РХД» № 1-2 за 1982 год. После исполнения песни Анатолий объясняет, что она посвящёна Варламу Шаламову, а песни — это его стихи, положенные на музыку. После выступления Анатолий разговаривает с Сюзанной (Мириам Сехон), которая должна вывезти из СССР папку с произведениями Шаламова, для последующего издания за границей. В то же время Андрей общается уединённо с Настасьей. Между молодыми зарождается романтическое чувство.
Финальный эпизод снова переносит зрителя в сюрреалистический Дом престарелых. Финальная сцена — жестокое избиение Всеволодом престарелого Шаламова.

## В ролях
| Актёр               | Роль                             |
| ------------------- | -------------------------------- |
| Александр Рязанцев  | писатель Варлам Шаламов          |
| Павел Табаков       | Андрей                           |
| Фёдор Лавров        | Анатолий                         |
| Иван Краско         | Григорий                         |
| Алёна Константинова | Нюша, Настасья                   |
| Мириам Сехон        | француженка Сюзанна              |
| Валерий Жуков       | Владимир                         |
| Сергей Марин        | таинственный посетитель Всеволод |
| Юлия Марченко       | Смотрительница дома престарелых  |

## Художественные особенности
Несмотря на конкретную связь с исторической фигурой Варлама Шаламова, а также конкретные эпизоды из его биографии, фильм представляет собой авторский взгляд, «сомнамбулическое кино». Повествование в фильме подаётся нелинейно. Каждый эпизод фильма завершённый, а внятные переходы отсутствуют. Поэтому, несмотря на то, что проблемы с восприятием не возникает, нельзя утверждать о точной хронологии событий в фильме. Кроме отсылок к произведениям Шаламова, сама сценография отсылает некоторыми сценами к традиции театра абсурда и конкретно к пьесе «В ожидании Годо».

## Производство
«Сентенция» стал полнометражным дебютом для 24-летнего режиссёра Дмитрия Рудакова, выпускника «ВГИК» (мастерская Алексея Учителя). Фильм снимался в течение 2019 года. Съёмка велась на 16-мм плёнку в павильоне. Изначально предполагалось, что роль Варлама Шаламова исполнит Пётр Мамонов. Звукорежиссёр и композитор фильма Степан Севастьянов, для которого данная работа также стала дебютом в полном метре, подробно изложил технические особенности работы со звуком в эссе «Производственные заметки про „Сентенцию“».

## Критика
Фильм привлёк внимание профессиональных кинокритиков, а также исследователей-шаламоведов. Он был, в основном, благожелательно встречен критикой и завоевал награду на фестивале «Тёмные ночи». На 28-м фестивале российского кино «Окно в Европу» фильм удостоился диплома жюри, с формулировкой «За поэтику свободы». На сайте «Кинопоиск» «Сентенция» имеет оценку 6,5 баллов из 10.
Критик Антон Долин сравнил фильм с произведениями Александра Сокурова и Дэвида Линча. Заместитель главного редактора журнала «Бульвар Гордона» Юлия Пятецкая резко осудила вольное обращение создателей с биографией писателя. Однако с возражениями о том, что данная критика не соответствует действительности и игнорирует ряд фактов, выступил сам режиссёр фильма. В то же время биограф Шаламова Валерий Есипов раскритиковал картину за тенденциозность и ряд фактологических ошибок.